# Någonstans i Sverige
Någonstans i Sverige är en svensk TV-serie från 1973. Den har manus av Jan Olof Olsson, regi av Bengt Lagerkvist och Janne "Loffe" Carlsson, Olle Björling, och Per Ragnar i centrala roller. Serien handlar om en grupp värnpliktiga soldater i Sverige under andra världskriget. 
Serien hade premiär den 25 december 1973. Den kom att bli Janne "Loffe" Carlssons definitiva genombrott och är en av titlarna i boken Tusen svenska klassiker (2009).

## Handling

### Första delen
Årsskiftet 1939-1940. I Norrbotten inte långt från finska gränsen ligger den svenska neutralitetsvakten inkallad. En av infanteriregementets plutoner leds av reservofficeren fänrik Anker och den stamanställde korpral Hugg. De meniga består av inkallade från hela Sverige. Förbandschefen, kapten Borgman, måste utbilda meniga som varken kan åka skidor eller skjuta medan man i Stockholm har Finlandsmöten som kräver att Sverige ansluter sig till Finland i vinterkriget.
Stora Norrland bråkar med kommunisten Svarte Rudolf om varför Sovjetunionen anfallit Finland. Stora Norrland och de andra retar Morsgrisen för att hans mamma skickar varma kläder, men de tystnar när han tar fram ett paket från mamma med en tårta. 111:an Olsson, Loffe, som är gruppens upptågsmakare och fixare, sätter på kaffe och allt gammalt groll är glömt.
En dag får de veta att vinterkriget är slut och att de snart kan se fram mot att bli hemskickade. Översten håller tacktal en vårmorgon när hans adjutant kommer springande - Tyskland har anfallit Danmark och Norge. Istället för muck blir det lastbilstransport till Värmland och norska gränsen.

### Andra delen
Vintern 1940-1941. Furir Hansson och menige Loffe tar lastbil in till ett samhälle för rekvirering. Loffe ordnar att lastbilen går sönder så att de får en ledig kväll. Hansson går ut med Harriet, en ung dam han träffat på apoteket. Hemma på permission har hans fästmö Anna ordnat en lägenhet men han är inte så intresserad. Senare på kvällen går Loffe, Morsgrisen och Hansson på restaurang. När krogen stänger går de hem till Morsgrisen. Dennes mamma mutas med ransoneringskort så att hon plockar fram godbitarna ur skafferiet.

### Tredje delen
När tyskarna tillåts köra tyska trupper genom Sverige måste kompaniet bevaka ordningen när tysktågen stannar för bespisning. En svensk officer som medföljer tåget blir upprörd av att de svenska soldaterna står fullt beväpnade vända mot tyskarna och protesterar hos förbandschefen. "Här ute såg jag en man göra röd front-hälsning mot tyskarna med knuten hand!" utbrister han. "Ojdå, jag hoppas de inte har skitit på sig utav förskräckelse." svarar förbandschefen.
De i kompaniet som har fått mucka måste rycka in igen. Stabsfurir Hansson har flyttat ihop med sin fästmö och ogillar att tvingas tillbaka. När han försöker ringa henne från förbandet är det ingen som svarar. Han återupptar sina kärleksmöten med sin apotekare. "Vad ska det bli av oss?" frågar han henne.
Fänriken är på middag hos sina svärföräldrar. De är verksamma inom Röda korset och Lottakåren - men de har också ett porträtt av Hitler hemma.

### Fjärde delen
Vid groggen efter middagen pratar direktörerna om vikten av ett bibehållet lönestopp så att företagen kan ge ordentliga aktieutdelningar. Kriget skulle naturligtvis ha varit slut för länge sedan om det inte var för krämarnationen England som bara vill förstöra. Direktör Sellin förklarar att visst finns det många fina judar men måste de ha inflytelserika poster i Sverige?
Loffes hustru sitter hemma hos Hanssons fästmö Anna och pratar. Anna berättar att när fästmannen är hemma beter han sig så underligt. "Han är inte riktigt med mig när vi är ihop". Han sitter tyst eller skriver men han är inte som när de träffades. Ibland när han ringer så svarar hon inte.
Stora Norrland, Loffe, Rudolf, Morsgrisen och de andra ligger vid norska gränsen. En månljus kväll bestämmer de sig för att skoja med de tyska gränsvakterna och samtidigt locka flyktingar över gränsen. Fänriken upptäcker vad de håller på med men samtidigt utbryter full kalabalik när en fransman, en ryss och en norska flyr över gränsen. Tyskarna har hundar och strålkastare men fänriken lyckas ordna upp det hela.

### Femte delen
Förbandschefen har fått order att kommunisten Svarte Rudolf ska förflyttas till ett arbetskompani. Borgman har försökt få ordern ändrad utan framgång. Morsgrisen ska ut och träffa en lotta från luftbevakningen och köper mjölkchoklad av Loffe. Hansson träffar sin extrafästmö men båda två har dåligt samvete.
Loffes fru Siv har börjat umgås med en krogcharmör med tangorabatt som hon träffat på restaurangen där hon jobbar. Hemma hos fänrikens svärföräldrar har man Norge-afton med tal om norrmännens modiga kamp mot tyskarna. "Norges sak har alltid varit min sak", säger direktören. Hitlers porträtt har bytts ut mot Churchills. När stabsfurir Hansson ringer upp Harriet förklarar hon att de inte kan träffas mer. Hela gruppen är med när 107:an Anderssons nyfödda dotter döps.

### Sjätte delen
Som dopgåva får den nyfödda 75 kronor av Anderssons fältkamrater. Därefter går föräldrarna på konditori. Nu har de fyra barn och vem tar hand om gården medan Andersson ligger inne?
Sommaren 1944. En solig dag får Andersson i uppdrag att cykla med ett brev till luftvärnskompaniet en bit bort. Hos luftvärnet får han vänta på ett svar tillbaka. Han ställer sig och tittar på en luftvärnspjäs som två soldater under ledning av en löjtnant arbetar med. Plötsligt får han en dragstång mitt i ansiktet och dör omedelbart.
Några fältartister uppträder och bakom scenen hjälper grabbarna till. Loffe står där och gör upp affärer med en direktör som säljer spritflaskor. Efteråt bjuds översten på kaffe med cognac bakom scenen och förbandschefen Borgman frågar Loffe var han har fått tag på cognacen. "Det är krigsbyte, kapten!" "111:an borde vara chef för hela arméns underhållstjänst. Eller sitta i buren!"
Furir Hansson går på konditori med sin apotekare för sista gången. Freden är på väg och livet kommer att bli mycket mer komplicerat när kriget är över, säger han. Hon berättar att hon har gjort abort. De skiljs åt och ses aldrig mer.

### Sjunde delen
Förbandschefen och korpral Hugg pratar om framtiden. Korpralen ska bli eldare på ett ålderdomshem och kaptenen försäljare. "Om några år kommer vi att tycka att det här var en riktigt bra tid". Senare ska korpralen lära mannarna att kasta handgranat. Attrapper har de tränat med tidigare men nu är det riktiga saker. När det är Morsgrisens tur att kasta står han paralyserad och när korpralen Hugg försöker slita åt sig granaten exploderar den. Korpralen dör omedelbart.
Hösten 1944 evakueras människor över Torne älv på grund av Lapplandskriget. Förbandet har förlagts i Tornedalen för att ta hand om de evakuerade. Svarte Rudolf har återvänt som kökshandräckning med Stora Norrland. "Då ska du bre smörgås, din satans kommunistjävel!". Stabsfurirens fästmö Anna är på besök och är med barn. När tyskarna börjar skjuta med artilleri på förbandsplatsen måste kapten Borgman, löjtnant Anker och Loffe ta sig över till finska sidan för att få tyskarna att sluta skjuta mot Sverige.
Förbandet har muckat. Vid freden firar stockholmarna vilt på Kungsgatan, där Loffe och furir Hansson med fruar springer på varandra. Furiren avböjer att följa med på fest hemma hos Loffe eftersom hustrun snart ska in på BB. "När de två paren gått åt var sitt håll en bit, vände sig pojkarna om och såg efter varandra, och båda skrek när de vinkade en sista gång: Vi ses....Men det gjorde de inte. De här åren hade de hållit ihop i allt, och sedan sågs de aldrig mera."

## Medverkande
- Janne Carlsson - 111:an Elof "Loffe" Olsson från Stockholm
- Olle Björling - 107:an Andersson, jordbrukare från Nordanåker
- Jan Nygren - "Stora Norrland"
- Per Ragnar - Fänrik (i sista avsnittet löjtnant) Krister Anker
- Ove Tjernberg - Förbandschefen, kapten Karl-Gustav Borgman
- Hans Klinga - Stabsfurir Lennart Hansson från Stockholm
- Tommy Johnson - Korpral Hugg
- Per Waldvik - Svante "Morsgrisen" Berglund från Stockholm
- Rune Hallberg - "Sångfågeln"
- Willie Andréason - "Molnets broder"
- Palle Granditsky - Läkaren
- Stig Törnblom - "Svarte Rudolf" Ketola
- Meta Velander - Viola Berglund (Morsgrisens mamma)
- Helge Hagerman - Översten
- Lennart Lindberg - Överstelöjtnanten
- Jan Blomberg - Överstelöjtnanten som inspekterar truppen
- Monica Nordquist - Harriet, apotekaren
- Anna Sällström - Sonja, stabsfurir Hanssons fästmö
- Monica Zetterlund - Sif Olsson, Loffes fru
- Olle Åsbrink - Hovmästaren
- Lars Amble - Kontrollofficer kapten Gustaf Essén
- Bert Bellmann - Tysk officer
- Gunnar Björnstrand - Fänrik Ankers svärfar
- Kjerstin Dellert - Ingeborg (fänrik Ankers svärmor)
- Per Grundén - Komminister Stenberg
- Torsten Lilliecrona - Direktör Malte Sellin
- Lil Terselius - Marianne (fänrik Ankers fästmö)
- Peder Kinberg - Peter (Mariannes bror)
- Olivier Rahmat - Fransmannen
- Mona Levin - Judinnan
- Jurij Lederman - Ryssen
- Marie Ahrle - Luftbevakningslottan
- Fredrik Ohlsson - "Affärsmannen" Sixten Hök (svartabörshaj)
- Anne Marie Ottersen - Norska som läser dikt
- Lars Jergmar - Fältprästen
- Gunnel Sporr - 107:an Anderssons hustru
- Lars Winerdal - Vaktpost
- Mats Dahlbäck - Vaktpost
- Kåre Santesson - Löjtnant Svennberg vid luftvärnskompaniet
- Clemens Paal - Luftvärnssoldat
- Tom Hansson - Luftvärnssoldat
- Sigge Fürst - 175-45-25-Fürst
- Olof Lundström Orloff - Apelsinlöjtnanten
- Göthe Grefbo - Direktör Johansson
- Gösta Krantz - Vaktmästaren vid restaurangen
- Hilka Lydén - Finsk flykting
- Kyllikki Lindroth - Finsk flykting
- Igor Homrighausen - Tysk vaktchef
- Jim Steffe - Tysk soldat
- Axel Fritz - Tysk major
- Bengt Lagerkvist - Berättaren

## Produktion och distribution
Manuset bygger på Jan Olof Olssons berättelse. 
Rollfiguren Loffe fick sitt namn från skådespelaren Elof Ahrles smeknamn, eftersom TV-seriens Loffe skulle vara ungefär den sortens figur som Elof Ahrle brukade spela i filmer från beredskapstiden.[källa behövs] Senare blev Loffe skådespelaren Janne Carlssons smeknamn.

### Inspelningsplatser
Några av inspelningsplatserna till serien.
- Hedenäsets järnvägsstation, Hedenäset, Norrbottens län
- Rimbo, Stockholms län
- Upplands regemente (S 1), Uppsala, Uppsala län
- Vojakkala, Norrbottens län

### Musik
Seriens namn kommer från refrängen i dess ledmotiv, Ulla Billquists schlager "Min soldat"  med musik och text av Nils Perne från 1940: 
| ” | Hans skor är för stora och hans mössa för trång hans byxor för smala och hans rock är för lång men det gör detsamma för han är min soldat någonstans i Sverige | „ |

### Distribution
Någonstans i Sverige visades första gången 1973–1974 och har repriserats ett flertal gånger, bland annat 1979, 1995 och 2010. I september 2013 kom serien i sin helhet i SVT:s Öppet arkiv.
Serien gavs ut på DVD av Pan Vision. 

## Bearbetning
Serien har omarbetats till bok. Denna innehåller inte särskilt mycket dialog utan fungerar mer som ett referat av handlingen i TV-serien, blandat med berättelser om de samtida historiska skeendena.

### Fotnoter
1. ↑  Gradvall et al 2009, #373
2. ↑  ”Någonstans i Sverige”. Internet Movie Database. http://www.imdb.com/title/tt0069617/locations?ref_=tt_dt_dt. Läst 25 juli 2015.